# 瓦特吉拉峰
46°36′22″N 8°46′15″E / 46.60611°N 8.77083°E

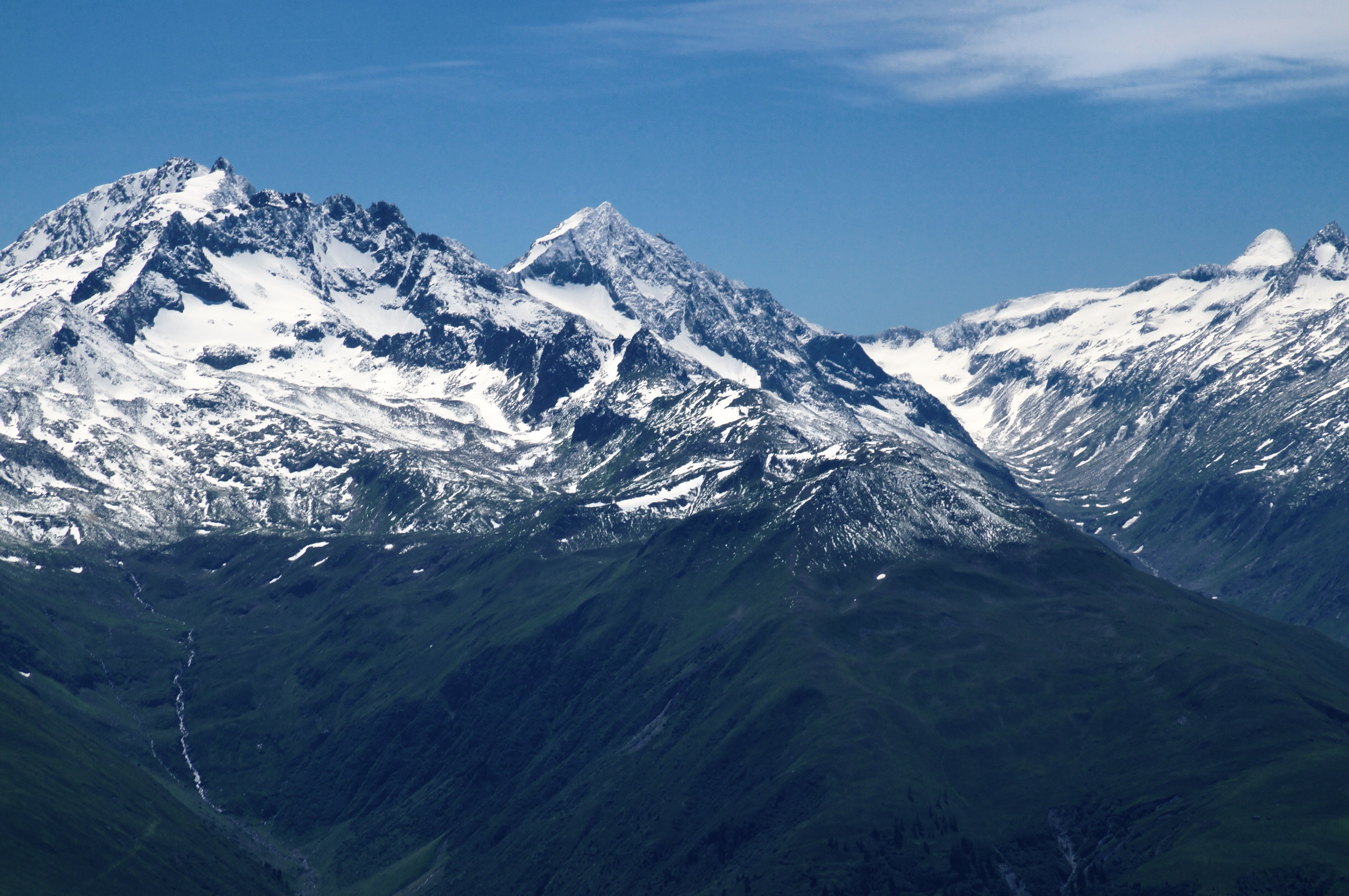

瓦特吉拉峰（Piz Vatgira），是瑞士的山峰，位於該國東南部，由格勞賓登州負責管轄，屬於哥達山的一部分，距離甘納雷奇峰1.3公里，海拔高度2,983米，每年平均降雨量2,385毫米，人類在1895年8月6日首次登頂。